# Ovstrup Hede med Røjen Bæk
Ovstrup Hede med Røjen Bæk este o arie protejată (arie specială de conservare — SAC, sit de importanță comunitară — SCI) din Danemarca întinsă pe o suprafață de 484 ha, integral pe uscat.

## Localizare
Centrul sitului Ovstrup Hede med Røjen Bæk este situat la coordonatele 56°14′47″N 8°55′48″E / 56.246389°N 8.93°E.

## Înființare
Situl Ovstrup Hede med Røjen Bæk a fost declarat sit de importanță comunitară în septembrie 2001 pentru a proteja 3 specii de animale. Situl a fost protejat și ca arie specială de conservare în decembrie 2011.

## Biodiversitate
Situată în ecoregiunea atlantică, aria protejată conține 7 habitate naturale: Mlaștini turboase de tranziție și turbării mișcătoare, Mlaștini alcaline, Formațiuni ierboase bogate în specii de Nardus, dezvoltate pe substraturi silicioase în zone montane (și în zone submontane, în Europa continentală), Pajiști cu Molinia pe soluri calcaroase, turboase sau argilos-nămoloase (Molinion caeruleae), Pajiști uscate europene, Cursuri de apă de la nivel de câmpie la nivel montan, cu vegetație Ranunculion fluitantis și Callitricho-Batrachion, Pajiști umede nord-atlantice cu Erica tetralix.
La baza desemnării sitului se află mai multe specii protejate:
- mamifere (1): vidră de râu (Lutra lutra)
- nevertebrate (1): Ophiogomphus cecilia
- pești (1): cicar (Lampetra planeri)